# 迪金山
84°40′S 170°40′E / 84.667°S 170.667°E
迪金山是南極洲的山峰，位於杜費克海岸的比爾德摩爾冰川東岸，處於奧西斯基冰川終點以北，海拔高度2,810米，由英國探險隊發現和命名。